# Wereldbeker veldrijden 2023-2024 - Reglementen
Dit artikel beschrijft de reglementen van de wereldbeker veldrijden 2023-2024.

## Startquota
Mannen elite/vrouwen elite
De beste vijftig renners en rensters in de UCI-ranking zijn startgerechtigd in de wereldbeker met een maximum van 12 renners per land. Alle landen die minder dan acht startgerechtigde renners hebben, mogen hun team aanvullen tot acht renners. Een startplek van een top 50-renner is persoonlijk en mag niet worden ingevuld door een landgenoot. Verder gelden de volgende casussen per land:
| #Top 50-renners | Startgerechtigd                                     |
| --------------- | --------------------------------------------------- |
| 6               | 6 best gerangschikte rijders + 2 rijders naar keuze |
| 7               | 7 best gerangschikte rijders + 1 rijder naar keuze  |
| 8               | 8 best gerangschikte rijders + 1 rijder naar keuze  |
| 9               | 8 best gerangschikte rijders + 2 rijders naar keuze |
| 10              | 8 best gerangschikte rijders + 3 rijders naar keuze |
| 11 of meer      | 8 best gerangschikte rijders + 4 rijders naar keuze |

Voor de vrouwen elite wedstrijd krijgt elke nationale federatie die 8 of meer rijdsters inschrijft, 2 extra startplekken voor onder 23 of junioren rijdsters, indien er tijdens de betreffende wereldbekerwedstrijd geen meisjes junioren wedstrijd wordt georganiseerd. Indien er wel een meisjes junioren wedstrijd op het programma staat, mogen er alleen 2 extra startplekken aan onder 23 rijdsters worden vergeven.
Voor de mannen elite wedstrijd krijgt elke nationale federatie die 8 of meer rijders inschrijft in de elite categorie, 2 extra startplekken voor onder 23-rijders, indien er tijdens de betreffende wereldbekerwedstrijd geen mannen beloften wedstrijd wordt georganiseerd.
Mannen beloften/jongens junioren/meisjes junioren
Elke nationale federatie krijgt 6 startplekken. Daarnaast krijgt de regerend wereldkampioen een persoonlijke startplek, alsmede de leider van de wereldbeker ranking (met uitzondering van de eerste wereldbekerwedstrijd). In de mannen beloften categorie heeft regerend wereldkampioen Thibau Nys zodoende recht op een persoonlijke startplek. De regerend wereldkampioenen in de jongens- en meisjes junioren categorieën zijn  in het seizoen 2023-2024 niet meer startgerechtigd in die categorieën en hebben zodoende geen recht op een persoonlijke startplek.
Alle categorieën
In alle categorieën, mag het organiseerde land van een wereldbekercross, 4 extra renners inschrijven, mits het maximum van 12 renners per land niet wordt overschreden.

## Wedstrijdduur
De wedstrijdduur van een wereldbekerveldrit moet trachten zo dicht mogelijk in de buurt te komen van onderstaande tijdspannen:
| Categorie        | Tijd       |
| ---------------- | ---------- |
| Mannen elite     | 60 minuten |
| Vrouwen elite    | 50 minuten |
| Mannen beloften  | 50 minuten |
| Jongens junioren | 40 minuten |
| Meisjes junioren | 40 minuten |

## Startvolgorde
De startvolgorde van een wereldbekerwedstrijd is als volgt:
1. Top 8 wereldbekerklassement (uitgezonderd de 1e wereldbeker)
2. Top 50 UCI-ranking veldrijden
3. Startplekken 25-32 zijn gereserveerd voor rijders uit de top 50 van de UCI World Ranking of UCI MTB-ranking.
4. Niet gerangschikte renners (buiten top 50 UCI-ranking): per land in rotatie (o.b.v. het landenklassement van het laatste WK).

## Samenstelling kalender
- De Wereldbeker vindt plaats over maximaal 16 wedstrijden.
- In geen enkel geval mag meer dan de helft van de manches in eenzelfde land georganiseerd worden.
- Bij 9 tot 13 wedstrijden, moet de Wereldbeker in minstens zes verschillende landen worden georganiseerd. Bij 14 of 15 wedstrijden, moet de Wereldbeker in minstens zeven verschillende landen worden georganiseerd. Bij 16 wedstrijden dan zal dat minstens in acht verschillende landen moeten gebeuren.
- Bij elke wereldbekerwedstrijd wordt de mannen elite en vrouwen elite race verreden. Bij een maximum van 8 wereldbekerwedstrijden mogen tevens de jeugdcategorieën (mannen beloften, jongens junioren, meisjes junioren) worden verreden.

## Organisatie eisen
De kandidaten voor het organiseren van een wereldbeker moeten voldoen aan de eisen van de UCI.
Wedstrijdprogramma
Elke kandidaat kan een bid indienen voor de volgende 5 races, waarvan minimaal de mannen en vrouwen elitewedstrijd moeten worden georganiseerd:
- Mannen elite
- Vrouwen elite
- Mannen beloften
- Jongens junioren
- Meisjes junioren

Slechts een aantal manches per seizoen zullen openstaan voor de jeugdcategorieën (beloften en junioren). De UCI veldritcommissie zal jaarlijks beslissen in welke wedstrijden de jeugd in actie zal komen.
Starturen in WB-manches mét jeugd: 9u45: jongens junioren – 10u45 meisjes junioren – 11u45: Mannen beloften – 13u45: vrouwen elite – 15u15: mannen elite. Starturen in WB-manches zonder jeugd: 13u30: vrouwen elite – 15u00: mannen elite
Bedrijfsmodel
De UCI vereist de volgende fee's/services van de lokale organisator:
- Prijzengeld wereldbekerwedstrijd: € 81.615 (bij manches zonder jeugdwedstrijden: € 79.000)
- Organisatie fee UCI (2 opties):
  - Model 1: € 35.000, waarbij de lokale organisator beschikt over 25% van de sponsorrechten.
  - Model 2: € 50.000, waarbij de lokale organisator beschikt over 50% van de sponsorrechten.
- De lokale organisator heeft recht op maximaal 5 commerciële partners en 2 extra institutionele partners.
- De volgende potentiële partners zijn gereserveerd voor de UCI/Flanders Classics: telecommunicatiebedrijven, leveranciers van allerlei fietsonderdelen, alle soorten uurwerken, IT-bedrijven en alle bedrijven die weddenschappen aanbieden.
- Geen partnership met bedrijven uit de tabak-, alcohol- en porno-industrie.
- Betaling van de verplichte anti-doping testen
- Betaling tot maximaal 30 hotelovernachtingen (eenpersoonskamers) met halfpension voor UCI vertegenwoordigers en staf
- De organisator moet 200 standaard inkomtickets en 50 VIP-tickets voorzien voor Flanders Classics/UCI.
- Flanders Classics/UCI krijgt toegang tot alle persoonlijke – en marketinggegevens verzameld via ticketing.
- De organisator moet op de dag van het event vervoer en eten voorzien voor medewerkers van Flanders Classics/UCI.

De UCI/Flanders Classics is verantwoordelijk voor de volgende services:
- Prijzengeld algemeen klassement
- TV productie, Flanders Classics verzorgt het internationale tv-signaal en draagt de kosten voor de ‘graphics’. Organisatoren hebben geen kosten voor tv-productie, behalve de installatie van reuzenschermen op het parcours, stroomvoorziening of het bouwen van tv-platformen.
- Tijdwaarneming
- UCI vrachtwagens, start en finish materiaal, etc.
- Aanwezigheid van UCI officials en UCI staf
- De kosten voor de deelname toegang voor nationale teams voor mannen beloften, jongens junioren en meisjes junioren.

De organisator heeft het recht op alle inkomsten uit ticketverkoop, neven evenementen en horeca.

## Registratie deadlines deelnemers
In onderstaande tabel zijn de registratie deadlines voor het inschrijven van deelnemers, alsmede de bepalende data van de UCI top-50 ranking regel opgenomen.
| Datum    | Datum      | Locatie                                | Categorieën | Categorieën | Categorieën | Categorieën | Categorieën | UCI ranking data t.b.v. top 50 regel | Registratie opening | Registratie deadline | Inschrijflijst publicatie |
| Datum    | Datum      | Locatie                                | ME          | WE          | MU          | MJ          | WJ          | UCI ranking data t.b.v. top 50 regel | Registratie opening | Registratie deadline | Inschrijflijst publicatie |
| -------- | ---------- | -------------------------------------- | ----------- | ----------- | ----------- | ----------- | ----------- | ------------------------------------ | ------------------- | -------------------- | ------------------------- |
| Zondag   | 15/10/2023 | Wereldbeker Waterloo, Waterloo         | X           | X           |             |             |             | Di. 03/10/2023                       | Do. 05/10/2023      | Ma. 09/10/2023       | Di. 10/10/2023            |
| Zondag   | 29/10/2023 | Wereldbeker Maasmechelen, Maasmechelen | X           | X           |             |             |             | Di. 17/10/2023                       | Do. 19/10/2023      | Ma. 23/10/2023       | Di. 24/10/2023            |
| Zondag   | 12/11/2023 | Ambiancecross, Dendermonde             | X           | X           |             |             |             | Di. 31/10/2023                       | Do. 02/11/2023      | Ma. 06/11/2023       | Di. 07/11/2023            |
| Zondag   | 19/11/2023 | Wereldbeker Troyes, Troyes             | X           | X           | X           | X           | X           | Di. 07/11/2023                       | Do. 09/11/2023      | Ma. 13/11/2023       | Di. 14/11/2023            |
| Zondag   | 26/11/2023 | Wereldbeker Dublin, Dublin             | X           | X           | X           | X           | X           | Di. 14/11/2023                       | Do. 16/11/2023      | Ma. 20/11/2023       | Di. 21/11/2023            |
| Zondag   | 03/12/2023 | Wereldbeker Flamanville, Flamanville   | X           | X           |             |             |             | Di. 21/11/2023                       | Do. 23/11/2023      | Ma. 27/11/2023       | Di. 28/11/2023            |
| Zondag   | 10/12/2023 | Wereldbeker Val di Sole, Val di Sole   | X           | X           |             |             |             | Di. 28/11/2023                       | Do. 30/11/2023      | Ma. 04/12/2023       | Di. 05/12/2023            |
| Zondag   | 17/12/2023 | Citadelcross, Namen                    | X           | X           | X           | X           | X           | Di. 05/12/2023                       | Do. 07/12/2023      | Ma. 11/12/2023       | Di. 12/12/2023            |
| Zaterdag | 23/12/2023 | Scheldecross, Antwerpen                | X           | X           | X           | X           | X           | Di. 12/12/2023                       | Do. 14/12/2023      | Ma. 18/12/2023       | Di. 19/12/2023            |
| Dinsdag  | 26/12/2023 | Cyclocross Asper-Gavere, Gavere        | X           | X           |             |             |             | Di. 12/12/2023                       | Do. 14/12/2023      | Ma. 18/12/2023       | Di. 19/12/2023            |
| Zaterdag | 30/12/2022 | Vestingcross, Hulst                    | X           | X           |             |             |             | Di. 19/12/2023                       | Do. 21/12/2023      | Di. 26/12/2023       | Wo. 27/12/2023            |
| Zondag   | 07/01/2024 | Cyclocross Zonhoven, Zonhoven          | X           | X           |             |             |             | Di. 26/12/2023                       | Do. 28/12/2023      | Ma. 01/01/2024       | Di. 02/01/2024            |
| Zondag   | 21/01/2024 | Wereldbeker Benidorm, Benidorm         | X           | X           | X           | X           | X           | Di. 09/01/2024                       | Do. 11/01/2024      | Ma. 15/01/2024       | Di. 16/01/2024            |
| Zondag   | 28/01/2024 | GP Adrie van der Poel, Hoogerheide     | X           | X           | X           | X           | X           | Di. 16/01/2024                       | Do. 18/01/2024      | Ma. 22/01/2024       | Di. 23/01/2024            |